# رناتا هیراکووا
رناتا هیراکووا (اسلواکی: Renáta Hiráková؛ زادهٔ ۲۷ مهٔ ۱۹۷۱)  بازیکن زن بسکتبال اهل اسلواکی بود. وی در بازی‌های المپیک تابستانی ۱۹۹۲ و ۲۰۰۰ شرکت کرده‌است.